# Megaladapis
Megaladapis es un género extinto de tres especies de los llamados lémures gigantes, los cuales habitaron en los bosques del centro y oeste de Madagascar hasta tiempos recientes. Con el tamaño aproximado de un orangután, estos mamíferos fueron los de mayor tamaño que existieron en tiempos históricos y uno de los más grandes de la historia geológica de Madagascar. La fecha exacta de su extinción se desconoce, pero hay suficientes pruebas como para suponer que este animal aún existía cuando los primeros marinos portugueses arribaron a la isla de Madagascar en 1504.
Aunque podían subirse a los árboles, los lémures gigantes eran predominantemente terrestres, desplazándose sobre las cuatro patas por el suelo de la selva mientras se alimentaban de abundante materia vegetal, en su mayor parte hojas. El cuerpo era muy robusto, con un peso estimado en casi 140 kilos. El cerebro era pequeño en comparación con el resto del cuerpo, y el cráneo se alargaba y curvaba ligeramente hacia arriba, de forma más parecida a un herbívoro como un caballo o un rinoceronte. La forma de los huesos nasales invita a pensar en la presencia de un labio elongado y móvil, o incluso de una pequeña trompa, algo insólito para un primate. Bajo el cráneo se insertaba una mandíbula tan robusta como desproporcionada, de un tamaño mayor a la del gorila. Estaba provisto de robustos molares y caninos bien desarrollados, probablemente usados en las luchas por la pareja o el territorio con otros miembros de su especie. Este aparato dental guarda semejanzas con el del género actual Lepilemur.
A pesar de la poca longitud de sus patas (mayor en las delanteras), los dedos eran muy largos, mientras que la cola estaba reducida a un mero vestigio. La locomoción, cuadrúpeda obligada, era de tipo plantígrado.
En sus Observaciones de la Historia Natural de Madagascar (1661), el explorador francés Etienne de Flacourt menciona la existencia de un gran animal en Madagascar llamado por los nativos tretretretre, que concuerda con algunos de los datos arrojados por el estudio de los restos óseos de Megaladapis. Flacourt lo describe de la siguiente manera:

El tretretretre es un gran animal, como una ternera de dos años, con una cabeza redonda y la cara de un hombre. Los pies posteriores son similares a los de un simio, así como los pies anteriores. Tiene el pelo rizado, una cola corta, y orejas como las de un hombre... Es un animal muy solitario; la gente del país le tiene gran miedo y huye de él, así como él de ellos.

Sin embargo, aunque la criatura que describió Flacourt se interpretó tradicionalmente como una especie de Megaladapis, interpretaciones más recientes apuntan a que probablemente sea una especie de Palaeopropithecus.
Es probable que la caza y la destrucción de su hábitat causasen la extinción del lémur gigante. La agricultura tradicional de Madagascar es heredera de la de Indonesia, patria de los ancestros de los malgaches, donde se queman grandes extensiones de bosque para fertilizar la tierra con sus cenizas. Esto, que es hasta cierto punto permisible en Indonesia, destruye a 
pasos de gigante los bosques de Madagascar, poco adaptados a esta práctica. Un animal lento y probablemente territorial como Megaladapis se adaptaría muy difícilmente a semejante presión. Su desaparición debió ocurrir a finales del siglo XVI o principios del siglo XVII.

## Especies
- Megaladapis edwardsi
- Megaladapis madagascariensis
- Megaladapis grandidieri

## Galería
|                                   |
| Esqueleto de Megaladapis edwardsi |

|                                |
| Cráneo de M. madagascariensis. |

|                             |
| Esqueleto de M. grandidieri |